# Glòria Mas Gil
Glòria Mas Gil (Barcelona, 6 de desembre de 1960) és una patinadora artística sobre gel i entrenadora catalana.
S'inicià al patinatge sobre gel al Centre de Recherche et d’Expertise de la Performance Sportive (1973-78), centre d'alt rendiment esportiu de la localitat de Font-romeu (Alta Cerdanya). Posteriorment, competi amb la secció de gel del FC Barcelona i es proclamà campiona d'Espanya en cinc ocasions de forma consecutiva (1975-79), així com participà internacionalment al Campionat del Món de 1979 i a tres Campionats d'Europa (1977, 1979, 1980). També competí amb dinou anys als Jocs Olímpics de Lake Placid 1980, finalitzant en 21a posició i convertint-se en la primera patinadora artística de l'Estat espanyol a participar-hi. Després de la seva retirada esportiva, exercí com a entrenadora de patinatge sobre gel i dirigí entre d'altres Marta Andrade, que participà als Jocs Olímpics de Lillehammer 1994 i Nagano 1998. També fou membre de la Federació Catalana d’Esports d’Hivern.
Entre d'altres reconeixements, fou finalista del Premi a la Millor esportista catalana de 1979.